# Їпсінгбуртанге
Їпсінгбуртанге (нід. Jipsingboertange) — селище в нідерландській провінції Гронінген. Входить до муніципалітету Вестерволде.
Його площа становить 0,47км², а населення станом на 2021 рік складало 175 осіб.